# Per amore e per destino
Per amore e per destino (이 연애는 불가항력?, I yeon-aeneun bulgahangnyeokLR; lett. "Questo amore è irresistibile", titolo internazionale Destined With You) è una serie televisiva sudcoreana trasmessa su JTBC dal 23 agosto al 12 ottobre 2023. In alcune regioni è stata resa disponibile su Netflix.

## Trama
La dipendente statale Lee Hong-jo entra in possesso di un libro proibito sigillato da trecento anni, causa della maledizione mortale che affligge da generazioni la famiglia dell'avvocato Jang Shin-yu.

## Personaggi e interpreti
- Lee Hong-jo, interpretata da Jo Bo-ah
- Jang Shin-yu, interpretato da Rowoon
- Kwon Jae-kyung, interpretato da Ha Jun
- Yoon Na-yeon, interpretata da Yura